# Haarsteegse Wiel

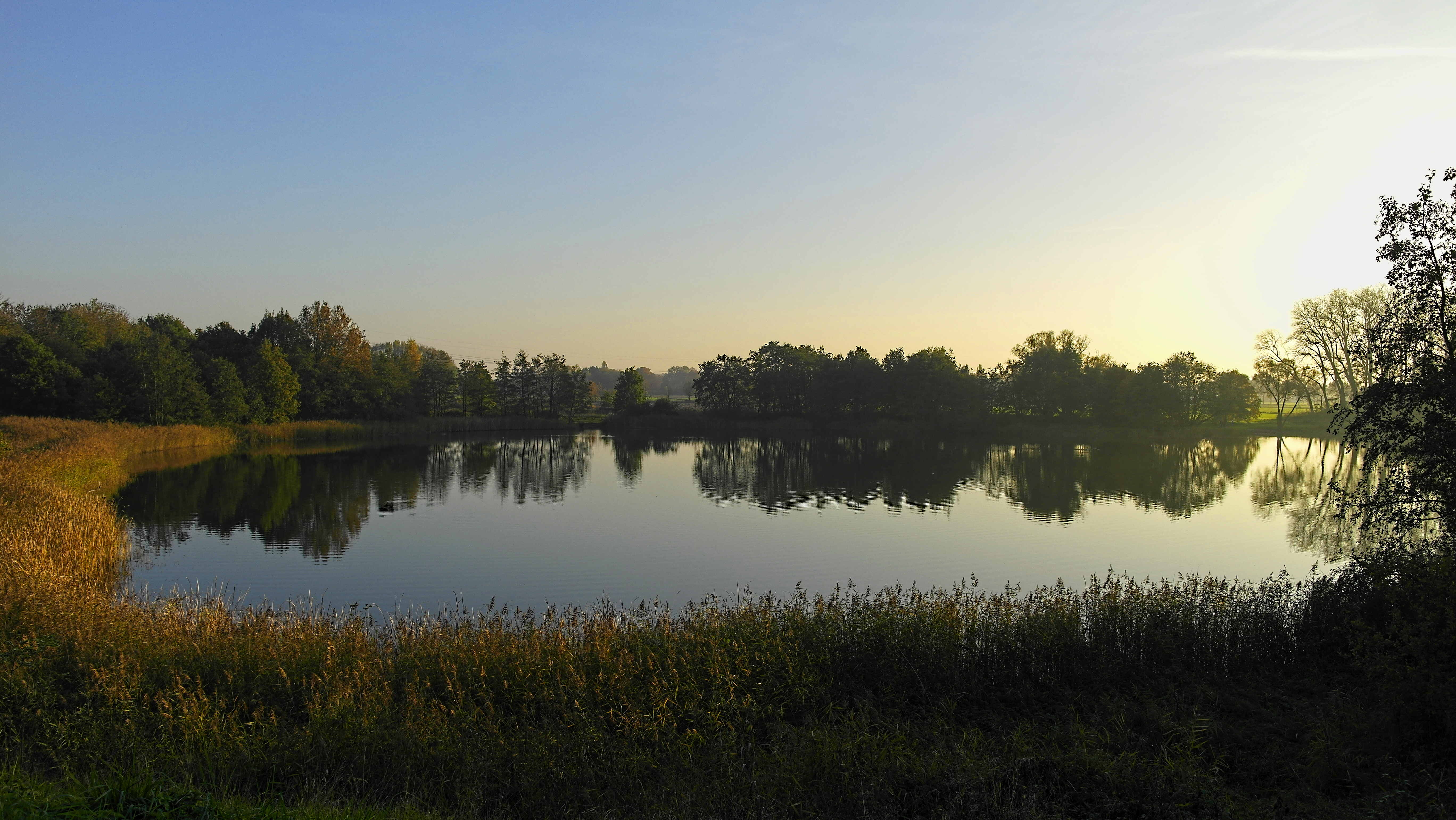
De Haarsteegse Wiel in 2015

De Haarsteegse Wiel is een wiel dat gelegen is ten noordwesten van Haarsteeg. Het is bijna 20 meter diep en daarmee de diepste wiel in Nederland.
De wiel ontstond in 1610 toen door een ijsdam in de Maas het water werd opgestuwd en de dijk het begaf. Hierdoor werd het zuidelijke bekken gevormd. Bij een tweede overstroming in 1740 ontstond het noordelijke bekken.
Door studie van het sediment in de wiel kon men niet alleen de ouderdom ervan bepalen, maar werden ook gebeurtenissen als vroegere en historisch bekende overstromingen teruggevonden. Daarnaast kon ook verandering in menselijke activiteit worden waargenomen door elementaire en isotopenanalyse. Dit betrof onder meer de intensivering van de veeteelt ná 1880, de komst van leerlooierijen en melkfabrieken, de atoombomproeven en de ramp van Tsjernobyl. Pollenanalyse toonde verschijnselen zoals de landbouwcrisis van 1875, de ontwikkeling en beëindiging van de hennepteelt in de 19e eeuw, de aanplant van dennen en populieren, de ontwikkeling en beëindiging van de boekweitteelt, en de opkomst van snijmais omstreeks 1970. Studie van de fossiele diatomeeën leverde kennis over de ontwikkeling van de waterkwaliteit die, mede door het gebruik van kunstmest, voedselrijker werd en nog is.

## Externe bron
- Geosites
- Duiken
- Afbeeldingen